# Regionalliga Bayern
La Regionalliga Bavière (en allemand : Regionalliga Bayern) est l'une des cinq séries qui composent le championnat allemand de football de quatrième division, depuis la saison 2012-2013.
La Regionnaliga se situe entre 3. Liga et les Oberligen.

## Histoire

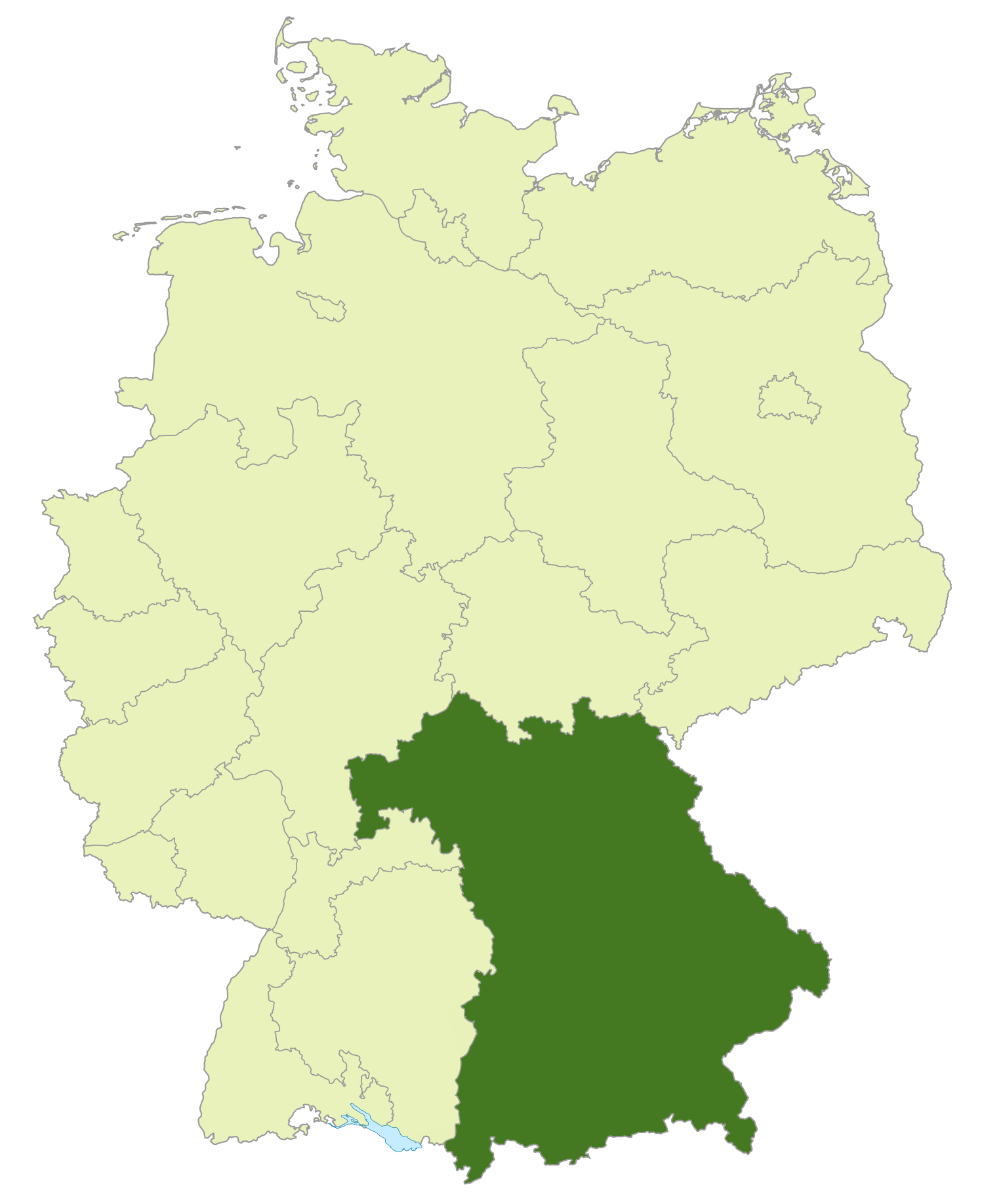
Regionalliga Bayern depuis 2012

La Regionnalliga devient le niveau 4 du football allemand à partir de la saison 2008-2009, lorsque la DFB créé la 3. Liga.
En 2012, la Regionalliga Sud se voit scindée en deux : la Bavière est reversée dans une Regionalliga exclusive, tandis que les autres Länder sont regroupés au sein de la Regionalliga Sud Ouest. 
À partir de la saison 2008-2009, les séries de Regionnaliga repoussent les Oberligen au 5e rang de la hiérarchie allemande.

## Composition
Cette série regroupe les clubs localisés dans la Bavière.

## Formule de la compétition
De la saison 2012-2013 à la saison 2017-2018, le premier de Regionalliga Bavière se qualifie pour un tournoi final à six équipes qui détermine les trois promus en 3. Liga. À partir de la saison 2018-2019, la formule varie entre les saisons : une saison sur 3, le champion est directement promu, la saison suivante il affronte le champion de Regionalliga Nord-Est en barrages, la saison suivante il affronte le champion de Regionalliga Nord.
Les clubs relégués descendent dans l'Oberliga les concernant.

## Palmarès
Les équipes marquées en gras sont promues en 3. Liga.
| Année | Champions                    | Vice-champions               | Champion amateur de Bavière  |
| ----- | ---------------------------- | ---------------------------- | ---------------------------- |
| 2013  | TSV 1860 Munich II           | FC Bayern Munich II          | FV Illertissen               |
| 2014  | FC Bayern Munich II          | FV Illertissen               | FV Illertissen               |
| 2015  | Würzburger Kickers           | FC Bayern Munich II          | Würzburger Kickers           |
| 2016  | SSV Jahn Ratisbonne          | SV Wacker Burghausen         | SSV Jahn Ratisbonne          |
| 2017  | SpVgg Unterhaching           | FC Bayern Munich II          | SpVgg Unterhaching           |
| 2018  | TSV 1860 Munich              | FC Bayern Munich II          | TSV 1860 Munich              |
| 2019  | FC Bayern Munich II          | VfB Eichstätt                | VfB Eichstätt                |
| 2020  | Saison allongée jusqu'à 2021 | Saison allongée jusqu'à 2021 | Saison allongée jusqu'à 2021 |
| 2021  | 1. FC Schweinfurt 05         | SV Viktoria Aschaffenbourg   | 1. FC Schweinfurt 05         |
| 2022  | SpVgg Bayreuth               | FC Bayern Munich II          | SpVgg Bayreuth               |
| 2023  | SpVgg Unterhaching           | Würzburger Kickers           | SpVgg Unterhaching           |
| 2024  | Würzburger Kickers           | DJK Vilzing                  | Würzburger Kickers           |

1. ↑  Sportivement, le TSV 1860 Munich II est vice-champion, mais en raison de la relégation de l'équipe première de la 2. Bundesliga, la réserve doit également être rétrogradée sportivement. Ainsi le FC Bayern Munich II est vice-champion.
2. ↑  Saison allongée en raison de la pandémie de COVID-19, le Türkgücü Munich est promu, étant premier à ce moment. Le 1. FC Schweinfurt 05 obtient quant à lui sa place en DFB-Pokal.
3. ↑  Champion et vice-champion désignés lors d'une phase finale entre 3 équipes du top 4, la place en DFB-Pokal revenant au SpVgg Bayreuth via la Coupe de la Ligue bavaroise, compétition unique disputée exceptionnellement lors de la saison.

### Les Regionalligen de 2008 à 2012
- Regionalliga Nord
- Regionalliga Ouest
- Regionalliga Sud

### Les autres Regionalligen depuis 2012
- Regionalliga Nord
- Regionalliga Nord-Est
- Regionalliga Ouest
- Regionalliga Sud-Ouest

## Sources et liens externes
- Site de la Fédération allemande de football
- Classements des ligues allemandes depuis 1903
- Base de données du football allemand